# Diana cacciatrice (scuola di Fontainebleau)
La Diana cacciatrice (Diane chasseresse) è un dipinto a olio su tela di un artista anonimo della scuola di Fontainebleau. Fa parte delle collezioni del museo del Louvre dal 1840.

## Descrizione
Nella sua eleganza lineare il quadro semplifica la versione francese dello stile manierista nordico che era stato introdotto in Francia da alcuni artisti italiani come Rosso Fiorentino e Francesco Primaticcio negli anni 1530. Si tratta di una delle molte opere degli artisti della scuola di Fontainebleau che si pensa possano ritrarre Diana di Poitiers (la favorita del re Enrico II di Francia), che spesso veniva ritratta come Diana, la dea romana della caccia.
La figura nuda porta con sé un arco e una faretra di frecce ed è accompagnata da un cane. Tra i suoi capelli si trova un ornamento a forma di luna crescente, un attributo della dea. I suoi arti lunghi ed elastici sono una caratteristica tipica dell'arte manierista, mentre il chiasmo della figura potrebbe essere di derivazione michelangiolesca. Lo sguardo che ella rivolge allo spettatore sembra essere seducente (nonostante Diana fosse una dea casta).
In passato questo quadro era stato attribuito all'artista italiano Luca Penni.